# Полёт орлицы
Полёт орлицы (исп. El vuelo del aguila) — мексиканская 140-серийная историческая биографическая теленовелла 1994 года производства Televisa.

## Сюжет
Порфирийский период (1876-1911). Порфирио Диас Мори — военный герой, является ключевой фигурой по поводу свержения Второй мексиканской империи. Он пытался прийти к власти несколько раз, совершая военные перевороты за переворотами, пока не добился того, что в 1876 году он пришёл к власти. Он правил вплоть до 1911 года, когда была совершена новая революция и его сверг Франсиско Мадеро и отправил его в изгнание.

## Создатели телесериала

### В ролях
- Мануэль Охеда — Порфирио Диас
- Жаклин Андере — Кармен Ромеро Рубио
- Умберто Сурита — Порфирио Диас (во взрослом возрасте)
- Мариана Леви† — Кармен Ромеро Рубио (в молодом возрасте)
- Патрисия Рейес Спиндола — Петрона Мори
- Эрнесто Гомес Крус — Бенито Хаурес
- Альма Дельфина — Дельфина Ортега Диас
- Гастон Тусет — Мариано Эскобедо
- Клаудио Брук† — Мануэль Ромеро Рубио
- Беатрис Агирре† — Агустина де Ромеро Рубио
- Иран Йори† — 'Агустина де Ромеро Рубио (в молодом возрасте)
- Израиль Хайтович — Мануэль дель Рефугио Гонсалес Флорес (в молодом возрасте)
- Роберто д'Амико — Мануэль дель Рефугио Гонсалес Флорес (во взрослом возрасте)
- Соккоро Бонилья — Маргарита Кастро
- Сесар Кастро — Себастьян Лердо де Техада
- Мария Касильяс — Карлос Пачеко
- Марта Мариана Кастро — Рафаэла Куинуньес /Хуста Сааведра
- Исмаэль Агилар — Томас Мехия
- Исабель Андраде — Десидерия Диас
- Роберто Антунес — Сенобио Маркес/Пелагио Антонио де Лабастида и Давалос
- Армандо Арайса — Болеро
- Роберто Бальестерос — Висенте Герреро
- Луис Баярдо — Франсиско Мадеро
- Оскар Бонфильо — Густаво Мадеро
- Диана Брачо — Сара Перес Ромеро
- Рауль Буэнфиль — Игнасио Сарагоса
- Хуан Карлос Серран† — Феликс Сулоага/Мануэль Маркес Стерлинг
- Куинтин Булнес — Генри Ларне Уилсон
- Франк Моро — Лоренсо/Франсиско Ринсон-Гальярдо Добладо
- Хуан Карлос Касасола — Франсиско Сарко
- Оскар Кастаньеда — Эмилиано Сапата
- Луми Кавасос — Амада Диас
- Аарон Эрнан† — Бернандо Рейес
- Хорхе Келайя — Эстебан Арагон
- Уриэль Чавес — Хомобоно
- Эухенио Кобо — Венустиано Карранса
- Хуан Карлос Коломбо — Мельчор Окампо
- Карлос Коррес — Хусто (в возрасте 16 лет)
- Константино Костас — Эспиноса/Харостиса
- Педро Дамиан — Хосе Мария Пино Суарес
- Дульсе Мария — Дельфина (в детстве)
- Хульета Эгуррола — Луиса Ромеро Рубио
- Умберто Элисондо — Мануэль Мондрагон
- Хосе Антонио Ферраль — Падре Пардо
- Лаура Флорес — Императрица Карлота Амалия
- Эстебан Франко — Феликс Диас
- Росио Гальярдо — Дамиана
- Хуан Пабло Гарсиядиего — Луис Миер и Теран
- Фидель Гаррига — Хосе Мария Иглесиас
- Хайме Гарса — Рикардо Флорес Магон
- Луис Химено† — Наполеон III
- Магда Хинер — Мария Каньяс Буч
- Мигель Гомес Чеса — Маркос Перес
- Томас Горос — Хесус Гонсалес Ортега
- Сальма Хайек — Хуана Каталина Ромеро
- Мел Эррера — Порфирио Диас Ортега
- Бланка Ирери Эспиноса — Дельфина (в возрасте 9 лет)
- Хосе Антонио Иттуриага — Флавио Мальдонадо
- Лус Мария Херес — Донья Инес
- Эдуардо Линьян — Акульес Базаине
- Анхелес Марин — Николаса Диас
- Беатрис Мартинес — Эрцгерцогиня София де Бавиера
- Марио Иван Мартинес — Максимилиано I
- Антонио Медельин — Фелипе Берриосабаль
- Рамон Менендес — Мануэль Гонсалес Косио/Хосе Гонсалес Салас
- Рауль Мерас† — Франсиско Леон де ла Барра
- Маристель Молина — Паула де Анда
- Роберто Монтьель — доктор Мануэль Антонио Ортега
- Оскар Морелли† — Игнасио Мартинес де Пинильос
- Хосе Луис Морено Лопес — Игнасио Мехия
- Хуан Карлос Муньос — Мигель Мирамон
- Морнтсеррат Онтиверос — Николаса Диас (в возрасте 16 лет)/София Ромеро Рубио
- Клаудия Ортега — Мануэла Диас (в возрасте 18 лет)
- Адальберто Парра — Хуан Непомусено Альмонте
- Тито Ресендис — Игнасио Комонфорт
- Бруно Рэй — Викториано Уэрта
- Гильермо Ривас — Хосе Ласаро де ла Гарса и Бальестерос
- Фабиан Роблес — Порфирио Биас (в возрасте 15 лет)
- Хулиан Роблес — Феликс Диас (в возрасте 15 лет)
- Хуан Романса — Гильермо Прието
- Алехандро Руис — Хусто Бенитес
- Роберто Руй — Хуан
- Эктор Саэс — Херонимо Тревиньо
- Поло Саласар — Лопес Ласкано
- Оскар Санчес — Дуран Роа
- Сальвадор Санчес — Игнасио Рамирес
- Серхио Санчес — Хосе Ивес Лимантур
- Эванхелина Соса — Дельфина (в молодости)
- Моисес Суарес — Хосе Агустин Домингес и Диас
- Сулейма Уильямс — Висента
- Луис Хавьер — Франсиско Хосе I
- Мигель Анхель Бьяджио (дебют в мексиканском кинематографе)
- Артуро Пениче
- Луис Карденас
- Гильермо Иван
- Альфонсо Итурральде
- Алехандро Монтойя
- Хосе Мария Негри
- Артуро Риос — Игнасио де ла Торре
- Элиас Рубио
- Эдуардо Сантамарина — доктор Мануэль Антонио Ортега Рейес

### Административная группа
- оригинальный текст: Энрике Краусе, Фаусто Серон Медина
- адаптация: Kbkbfyf Абуд, Эдуардо Гальегос, Антонио Монсель
- либретто: Тере Медина
- текст от автора: Энрике Роча
- консультанты по истории: Кармен Сауседо, Карлос Эрнандес Серрано
- художники-постановщики: Исабель Часаро, Хавьер Террасас
- художники по декорациям: Хосе Луис Гардуньо, Рафаэль Брисуэла, Патрисия де Висенсо, Антонио Мартинес
- художники по костюмам: Кристина Сауса, Хуэлье Лаунай
- вокал: Даниэль Гатан
- редакторы: Эбен Эсен Рейна, Марселина Гомес
- начальники по проживанию актёров на время съёмок: Хесус Морено, Федерико Фарфан
- координатор производства: Абрахам Кинтеро
- координатор актёрской группы: Гуадалупе Куэвас
- менеджер по производству: Луис Мигель Барона
- операторы-постановщики: Хесус Акунья Ли, Карлос Герра Вильярреаль
- заместитель директора: Клаудио Рейес Рубио
- ассоциированный продюсер: Рафаэль Уриостеги
- режиссёры-постановщики: Гонсало Мартинес Ортега, Хорхе Фонс
- продюсер: Карлос Сотомайор
- генеральный продюсер: Эрнесто Алонсо

## Награды и премии

### Premios TVyNovelas 1995(8 из 12)
| Номинация                         | Персона                            | Итоги премии |
| --------------------------------- | ---------------------------------- | ------------ |
| Лучшая теленовелла                | Эрнесто Алонсо                     | проигрыш     |
| Лучшая мужская роль               | Умберто Сурита                     | ПОБЕДА       |
| Лучшая мужская отрицательная роль | Бруно Рэй                          | проигрыш     |
| Лучшая выдающаяся актриса         | Жаклин Андере                      | ПОБЕДА       |
| Лучший выдающиеся актёр           | Мануэль Охеда                      | проигрыш     |
| Лучшее женское откровение         | Патрисия Рейес Спиндола            | ПОБЕДА       |
| Лучшее мужское откровение         | Фабиан Роблес                      | проигрыш     |
| Лучшая музыкальная тема заставки  | Даниэль Катан                      | ПОБЕДА       |
| Лучшие режиссёры-постановщики     | Гонсало Мартинес Ортега Хорхе Фонс | ПОБЕДА       |
| Лучшие операторы-постановщики     | Хесус Акунья Ли Карлос Герра       | ПОБЕДА       |
| Лучшие сценаристы                 | Энрике Краусе Фаусто Серрон Медина | ПОБЕДА       |
| Лучший продюсер                   | Карлос Сотомайор                   | ПОБЕДА       |

### Premios El Heraldo de México 1995(2 из 5)
| Номинация          | Персона                 | Итоги премии |
| ------------------ | ----------------------- | ------------ |
| Лучшая теленовелла | Эрнесто Алонсо          | ПОБЕДА       |
| Лучшая актриса     | Патрисия Рейес Спиндола | проигрыш     |
| Лучшие актёры      | Мануэль Охеда           | ПОБЕДА       |
| Лучшие актёры      | Эрнесто Гомес Крус      | проигрыш     |
| Лучшие актёры      | Умберто Сурита          | проигрыш     |

### Premios ACE New York 1996(2 из 2)
| Номинация                                    | Персона                            | Итоги премии |
| -------------------------------------------- | ---------------------------------- | ------------ |
| Лучшая актриса                               | Патрисия Рейес Спиндола            | ПОБЕДА       |
| Лучшая театрализованная культурная программа | Карлос Сотомайор, Гонсало Мартинес | ПОБЕДА       |